# Mukambu (periodiskt vattendrag i Burundi, Cankuzo, lat -3,02, long 30,49)
Mukambu är ett periodiskt vattendrag i Burundi.   Det ligger i provinsen Cankuzo, i den nordöstra delen av landet, 130 km öster om huvudstaden Bujumbura.
I omgivningarna runt Mukambu växer huvudsakligen savannskog. Runt Mukambu är det ganska tätbefolkat, med 60 invånare per kvadratkilometer.